# Людвиг Генрих (князь Нассау-Дилленбурга)
Людвиг Генрих Нассау-Дилленбургский (нем. Ludwig Heinrich von Nassau-Dillenburg; 9 мая 1594, Саарбрюккен — 12 июля 1662, Дилленбург) — граф Нассау-Дилленбурга (1623—1654), правящий князь Нассау-Дилленбурга (1654—1662). Участник Тридцатилетней войны, во время которой дослужился до чина генерал-майора. До 1635 года он сражался на стороне протестантов, затем перешел на сторону имперской армии.

## Биография
Сын графа Георга Нассау-Байльштайна, затем Нассау-Дилленбурга (1562—1623). Его матерью была графиня Анна Амалия Нассау-Саарбрюккенская (1565—1605).
Вначале учился в Дилленбурге, затем в Херборнской академии. Позднее совершил путешествие по Франции и Нидерландах. Он получил военную подготовку под командованием принца Морица Нассау-Оранского. В 1614 году участвовал в оказании помощи Эммериху, который был осажден испанцами.
В 1623 году после смерти своего отца Людвиг Генрих унаследовал графство Нассау-Дилленбург. В 1623—1626 годах он правил совместно с младшим братом Альбрехтом (1596—1626), а после его смерти стал единоличным правителем графства.
Германский император объявил вне закона графов Нассау-Дилленбурга и Нассау-Хадамара за якобы их поддержку пфальцского курфюрста Фридриха V. Император передал их владения графу Иоанну VIII Нассау-Зигену. Это решение никогда не исполнялось, благодаря усилиям Иоганна Людвига Нассау-Хадамара. В 1622 году графство Нассау-Дилленбург было временно оккупировано. При Людвиге Генрихе политикой графства руководил его советник, публицист и профессор Филипп Генрих Ноэн. Последний также представлял интересы дома Нассау и Ассоциации имперских графов в Веттерау в переговорах при заключении Вестфальского мира.
Людвиг Генрих вначале находился на стороне протестантского союза. Он вступил в армию шведского короля Густава II Адольфа в чине полковника. Командовал пехотным полком, а затем кавалерийским полком. Его полк отличился в ряде сражений, а сам Людвиг Генрих проявил личную храбрость. Он отличился, в частности, во время штурмов укрепленных городов и крепостей, в том числе, в 1635 году при взятии Браунфельса. В том же году граф Людвиг Генрих Нассау-Дилленбург перешел на сторону католиков и присоединился к императорской армии. Он служил императору в качестве старшего офицера и объединил свои силы с ландграфом Георгом II Гессен-Дармштадтским. В 1637 году в звании генерал-майора он участвовал в походе на Саксонию, затем пользовался императорской благосклонностью при дворе в Праге. В 1654 году в награду за его службу Людвиг Генрих Нассау-Дилленбург получил титул имперского князя.
После того, как его главный советник Филипп Генрих Ноэн умер в 1649 году, Людвиг Генрих попытался проводить абсолютистскую политику в Дилленбурге, но добился только частичного успеха.
12 июля 1662 года 68-летний князь Людвиг Генрих Нассау-Дилленбургский скончался. Его старший сын, принц Георг Людвиг Нассау-Дилленбургский (1618—1656), скончался при жизни отца, поэтому ему наследовал его внук Генрих (1641—1701), единственный сын принца Георга Людвига.

## Семья и дети
Людвиг Генрих Нассау-Дилленбургский был трижды женат. 25 ноября 1615 года его первой женой была графиня Екатерина Сайн-Витгенштейнская (1588 — 9 мая 1651), дочери Людвига I, графа Сайн-Витгенштейн. Супруги имели пять сыновей и восемь дочерей:
- Анна (1616—1649), 1-й муж — граф Филипп Вид (ум. 1638), 2-й муж — граф Кристиан Сайн-Витгенштейн (ум. 1675)
- Георг Людвиг (1618—1656), наследный принц Нассау-Дилленбург, женат с 1638 года на Августе Анне, дочери графа Генриха Юлия Брауншвейг-Вольфенбюттельского
- Елизавета (1619—1665)
- Юлиана (1620—1622)
- Альберт (1621—1622)
- Екатерина (1622—1631)
- Луиза (1623—1665), вышла замуж в 1646 году за Иоганна Людвига Эйзенбург-Бюдингенского (ум. 1685)
- безымянная дочь (1624)
- Генри (1626—1627)
- Магдалена (1628—1663), муж с 1662 года Кристиан Мориц Айзенбург-Бюдингенский (ум. 1664)
- Адольф (1629—1676), правящий князь Нассау-Шаумбурга, женит с 1653 года на Шарлотте (1640—1707), дочери графа Петера Меландера фон Хольцапфеля
- Филипп (1630—1657)
- Цвиллиг (1631)
- Мария Элеонора (1632—1633)

После смерти первой жены Людвиг Генрих 3 сентября 1653 года вторично женился на Елизавете Зальм-Даун (13 марта 1593 — 13 января 1656), дочери вильд и рейнграфа Зальм-Даун Генриха Зальм-Дауна. Она умерла на третий год после свадьбы.
7 октября 1656 года он женился третьим браком на Софии Магдалене Нассау-Хадамарской (1622—1656), дочери Иоганна Людвига Нассау-Хадамарского (1622—1658). У них было трое детей:
- Август (1657—1680)
- Карл (1658—1659)
- Людвиг (1658—1658)